# Macaranga petanostyla
Macaranga petanostyla är en törelväxtart som beskrevs av Airy Shaw. Macaranga petanostyla ingår i släktet Macaranga och familjen törelväxter. Inga underarter finns listade i Catalogue of Life.